# Um Casal Inseparável
Um Casal Inseparável é um filme brasileiro de 2021, do gênero comédia romântica, dirigido por Sergio Goldenberg e protagonizado por Nathália Dill e Marcos Veras.

## Sinopse
Manuela (Nathália Dill), uma determinada professora e jogadora de vôlei de praia, nunca pensou sua felicidade baseada em um relacionamento e nunca planejou se casar. Um dia, inesperadamente, ela conhece o romântico Léo (Marcos Veras), um pediatra bem-sucedido e sedutor. Eles se apaixonam e passam a viver juntos, mas um dia um certo desencontro acaba separando os dois. Agora, em meio a brigas e nostalgia, e com a ajuda da mãe de Manuela, a arquiteta Esther (Totia Meirelles), vão descobrir que são um casal inseparável.

## Elenco
- Nathalia Dill como Manuela[3]
- Marcos Veras como Leo
- Totia Meireles como Esther
- Stepan Nercessian como Isaías
- Ester Dias como Rita
- Danni Suzuki como Cristina
- Junno Andrade como Dr. Ricardo
- Claudio Amado como Péricles
- Carlos Bonow como Paulo Edu
- Cridemar Aquino como Adão

## Prêmios e indicações
| Ano  | Associações                        | Categoria                        | Recipiente(s)        | Resultado | Ref.  |
| ---- | ---------------------------------- | -------------------------------- | -------------------- | --------- | ----- |
| 2022 | Festival Sesc Melhores Filmes      | Melhor Filme Nacional            | Um Casal Inseparável | Indicado  |       |
| 2022 | Festival Sesc Melhores Filmes      | Melhor Ator Nacional             | Marcos Veras         | Indicado  | [ 4 ] |
| 2022 | Festival Sesc Melhores Filmes      | Melhor Atriz Nacional            | Nathalia Dill        | Indicado  | [ 5 ] |
| 2022 | Séries em Cena Awards              | Melhor Ator em Filme Nacional    | Marcos Veras         | Pendente  | [ 6 ] |
| 2022 | Séries em Cena Awards              | Melhor Atriz em Filme Nacional   | Nathalia Dill        | Pendente  | [ 6 ] |
| 2022 | Grande Prêmio do Cinema Brasileiro | Melhor Longa-metragem de Comédia | Um Casal Inseparável | Pendente  | [ 7 ] |